# Paradoxa de Faraday

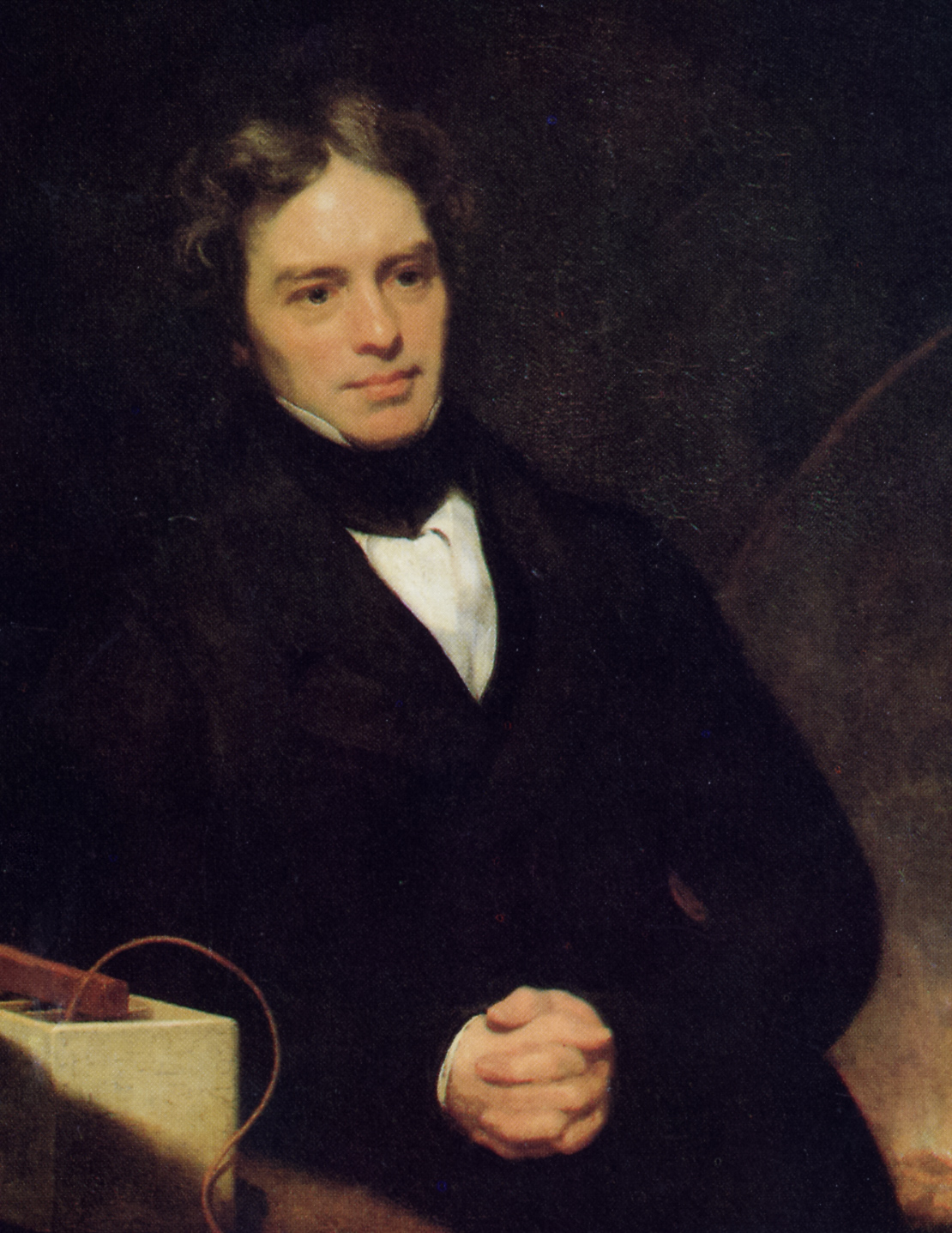
Miquel Faraday

La paradoxa de Faraday o paradoxa de Faraday és qualsevol experiment en què la llei d'inducció electromagnètica de Michael Faraday sembla predir un resultat incorrecte. Les paradoxes es divideixen en dues classes:
- La llei de Faraday sembla predir que hi haurà força electromotriu (EMF) zero, però hi ha una EMF diferent de zero.
- La llei de Faraday sembla predir que hi haurà un EMF diferent de zero, però hi haurà zero EMF.

Faraday va deduir la seva llei d'inducció el 1831, després d'inventar el primer generador electromagnètic o dinamo, però mai va estar satisfet amb la seva pròpia explicació de la paradoxa.

## Llei de Faraday comparada amb l'equació de Maxwell-Faraday
La llei de Faraday (també coneguda com a llei de Faraday-Lenz) estableix que la força electromotriu (EMF) ve donada per la derivada total del flux magnètic respecte al temps t :
{\displaystyle {\mathcal {E}}=-{\frac {d\Phi _{B}}{dt}},}
on {\displaystyle {\mathcal {E}}} és l'EMF i Φ B és el flux magnètic a través d'un bucle de cable. La direcció de la força electromotriu ve donada per la llei de Lenz. Un fet que sovint es passa per alt és que la llei de Faraday es basa en la derivada total, no en la derivada parcial, del flux magnètic. Això significa que es pot generar un EMF encara que el flux total a través de la superfície sigui constant. Per solucionar aquest problema, es poden utilitzar tècniques especials. Vegeu a continuació la secció sobre Ús de tècniques especials amb la llei de Faraday.

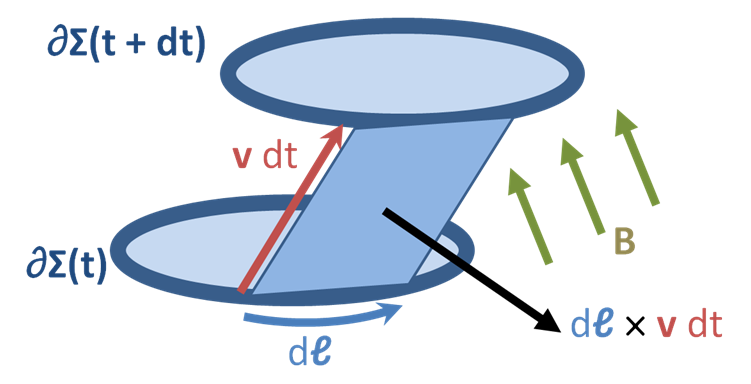
L'àrea s'ha escombrat en moure el bucle per a la llei de Faraday

Tanmateix, la interpretació més comuna de la llei de Faraday és que:
«La força electromotriu induïda en qualsevol circuit tancat és igual al negatiu de la taxa de canvi temporal del flux magnètic tancat pel circuit. »
Aquesta versió de la llei de Faraday s'aplica estrictament només quan el circuit tancat és un bucle de cable infinitament prim, i no és vàlid en altres circumstàncies. Ignora el fet que la llei de Faraday es defineix per la derivada total, no parcial, del flux magnètic i també el fet que la CEM no es limita necessàriament a un camí tancat, sinó que també pot tenir components radials com es comenta a continuació. Una versió diferent, l'equació de Maxwell-Faraday (que es comenta a continuació), és vàlida en totes les circumstàncies, i quan s'utilitza conjuntament amb la llei de força de Lorentz és coherent amb l'aplicació correcta de la llei de Faraday.
L'equació de Maxwell-Faraday és una generalització de la llei de Faraday que estableix que un camp magnètic variable en el temps sempre va acompanyat d'un camp elèctric no conservatiu i variable espacialment, i viceversa. L'equació de Maxwell-Faraday és:
{\displaystyle \nabla \times \mathbf {E} =-{\frac {\partial \mathbf {B} }{\partial t}}}
(en unitats SI) on {\displaystyle \partial } és l'operador de derivada parcial, {\displaystyle \nabla \times } és l'operador de rínxol i, de nou, E(r, t) és el camp elèctric i B(r, t) és el camp magnètic. Aquests camps poden ser generalment funcions de la posició r i del temps t.
L'equació de Maxwell-Faraday és una de les quatre equacions de Maxwell i, per tant, té un paper fonamental en la teoria de l'electromagnetisme clàssic. També es pot escriure en forma integral pel teorema de Kelvin-Stokes.

## Paradoxes en què la llei d'inducció de Faraday sembla predir EMF zero, però en realitat prediu EMF diferents de zero
Aquestes paradoxes es resolen generalment pel fet que un EMF es pot crear per un flux canviant en un circuit tal com s'explica a la llei de Faraday o pel moviment d'un conductor en un camp magnètic. Això ho explica Feynman com s'indica a continuació. Vegeu també A. Sommerfeld, Vol III Electrodynamics Academic Press, pàgina 362.

### L'equipament

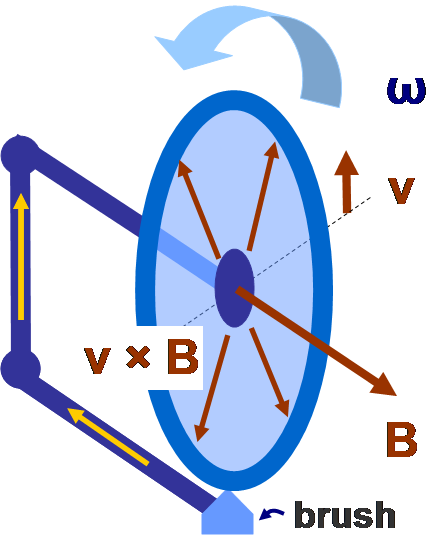
Figura 1: Generador elèctric de disc de Faraday. El disc gira amb velocitat angular ω, escombrant el disc conductor circularment en el camp magnètic estàtic B a causa d'un imant permanent. La força magnètica de Lorentz v × B condueix el corrent radialment a través del disc conductor fins a la vora conductora, i des d'aquí el recorregut del circuit es completa a través del raspall inferior i l'eix que suporta el disc. Així, el corrent es genera a partir del moviment mecànic.

L'experiment requereix uns quants components senzills (vegeu la figura 1): un imant cilíndric, un disc conductor amb una vora conductora, un eix conductor, una mica de cablejat i un galvanòmetre. El disc i l'imant estan col·locats a poca distància l'un de l'altre a l'eix, sobre el qual poden girar lliurement al voltant dels seus propis eixos de simetria. Un circuit elèctric es forma connectant contactes lliscants: un a l'eix del disc, l'altre a la seva vora. Es pot inserir un galvanòmetre al circuit per mesurar el corrent.

### El procediment
L'experiment es desenvolupa en tres passos:
1. L'imant es subjecta per evitar que giri, mentre que el disc gira sobre el seu eix. El resultat és que el galvanòmetre registra un corrent continu. Per tant, l'aparell actua com un generador, denominat de diverses maneres el generador de Faraday, el disc de Faraday o el generador homopolar (o unipolar).
2. El disc es manté immòbil mentre l'imant gira sobre el seu eix. El resultat és que el galvanòmetre no registra cap corrent.
3. El disc i l'imant es fan girar junts. El galvanòmetre registra un corrent, com va fer al pas 1.

### Per què això és paradoxal?
L'experiment és descrit per alguns com una "paradoxa", ja que sembla, a primera vista, violar la llei d'inducció electromagnètica de Faraday, perquè el flux a través del disc sembla ser el mateix independentment del que estigui girant. Per tant, es preveu que l'EMF sigui zero en els tres casos de rotació. La discussió següent mostra que aquest punt de vista prové d'una elecció incorrecta de la superfície sobre la qual calcular el flux.
La paradoxa sembla una mica diferent des del punt de vista de les línies de flux: en el model d'inducció electromagnètica de Faraday, un camp magnètic consistia en línies imaginàries de flux magnètic, similars a les línies que apareixen quan s'escampen llimadures de ferro sobre paper i es mantenen a prop d'un imant. Es proposa que l'EMF sigui proporcional a la velocitat de tall de les línies de flux. Si s'imagina que les línies de flux s'originen a l'imant, llavors estarien estacionàries en el marc de l'imant, i girant el disc en relació amb l'imant, ja sigui girant l'imant o el disc, hauria de produir un EMF, però girant. tots dos junts no ho haurien de fer.

### L'explicació de Faraday
En el model d'inducció electromagnètica de Faraday, un circuit va rebre un corrent induït quan tallava línies de flux magnètic. Segons aquest model, el disc de Faraday hauria d'haver funcionat quan es girava el disc o l'imant, però no tots dos. Faraday va intentar explicar el desacord amb l'observació assumint que el camp de l'imant, amb les seves línies de flux, es va mantenir estacionari mentre l'imant girava (una imatge completament precisa, però potser no intuïtiva en el model de línies de flux). En altres paraules, les línies de flux tenen el seu propi marc de referència. Com es mostra a la següent secció, la física moderna (des del descobriment de l'electró) no necessita la imatge de les línies de flux i dissipa la paradoxa.

### Explicacions modernes
Un circuit no és necessàriament un bucle
Al pas 1, la paradoxa es pot resoldre fàcilment: el circuit no constitueix un simple bucle de fil, tal com postula la llei d'inducció de Faraday; és més aviat la unió de dos bucles, perquè el corrent pot circular per les dues meitats de la vora (vegeu la figura 2). Si, en canvi, es manté només una part de la vora des de la unió del radi fins al raspall, aleshores tot el circuit és ara un autèntic bucle la forma del qual varia amb el temps; llavors s'aplica la llei de Faraday i condueix a resultats correctes.

### Tenint en compte el camí de tornada
Al pas 2, com que no s'observa cap corrent, es podria concloure que el camp magnètic no va girar amb l'imant giratori. (Si ho fa o no de manera eficaç o relativa, la força de Lorentz és zero ja que v és zero en relació amb el marc de laboratori. Per tant, no hi ha mesura actual del marc de laboratori.) L'ús de l'equació de Lorentz per explicar aquesta paradoxa ha portat a un debat a la literatura sobre si un camp magnètic gira o no amb un imant. Com que la força sobre les càrregues expressada per l'equació de Lorentz depèn del moviment relatiu del camp magnètic (és a dir, el marc de laboratori) al conductor on es troba l'EMF, es va especular que en el cas que l'imant gira amb el disc però una tensió encara es desenvolupa, el camp magnètic (és a dir, el marc del laboratori) no ha de girar amb el material magnètic (per descomptat, ja que és el marc del laboratori), mentre que la definició efectiva del marc del camp magnètic o el "rotació efectiva/relativa del camp" gira sense moviment relatiu respecte al disc conductor.